# Ocean Grove (Vitória)
Ocean Grove é uma cidade costeira em Vitória, Austrália, localizada na Península Bellarine. No censo de 2016, Ocean Grove tinha uma população de 14.165.